# Sott'e stelle
Sott'e stelle è un brano musicale composto da L.Aprea e Tony Colombo, pubblicato nel 2009 estratto dall'Album Si accettano scommesse (Sott'e stelle). 

## Descrizione
La canzone è cantata in vari programmi televisivi come Mattino 5, Pomeriggio 5, è scelta come sigla ufficiale del programma televisivo di Rai 2 Capitani in mezzo al mare. La canzone, nel 2011 viene riarrangiata nel nuovo album Il Principe e il Povero e anche scelta tra le colonne sonore del film Tatanka.